# 长萼龙胆
长萼龙胆（学名：Gentiana dolichocalyx）是龙胆科龙胆属的植物，为中国的特有植物。分布在中国大陆的甘肃、四川、青海等地，生长于海拔2,950米至3,800米的地区，常生长在高山草甸、灌丛中和山坡路旁，目前尚未由人工引种栽培。